# Atletismo nos Jogos Pan-Americanos de 1999 - 100 m com barreiras feminino
A prova dos 100 m com barreiras feminino nos Jogos Pan-Americanos de 1999 foi realizada em 30 de julho de 1999.

## Medalhistas
| Ouro                   | Prata                    | Bronze                            |
| Aliuska López CUB Cuba | Maurren Maggi BRA Brasil | Miesha McKelvy USA Estados Unidos |

## Final
Vento: +1.2 m/s
| Posição          | Nome              | Nacionalidade      | Tempo | Notas |
| ---------------- | ----------------- | ------------------ | ----- | ----- |
| Medalha de ouro  | Aliuska López     | CUB Cuba           | 12.76 | PR    |
| Medalha de prata | Maurren Maggi     | BRA Brasil         | 12.86 |       |
| 3                | Miesha McKelvy    | USA Estados Unidos | 12.91 |       |
| 4                | Gillian Russell   | JAM Jamaica        | 13.13 |       |
| 5                | Lesley Tashlin    | CAN Canadá         | 13.13 |       |
| 6                | Yahumara Neyra    | CUB Cuba           | 13.17 |       |
| 7                | Andria King       | USA Estados Unidos | 13.28 |       |
| 8                | Verónica De Paoli | ARG Argentina      | 13.28 |       |